# Myriopholis occipitalis
Myriopholis occipitalis — вид змій родини струнких сліпунів (Leptotyphlopidae). Мешкає в Чаді і Центральноафриканській Республіці. Описаний у 2019 році.

## Поширення і екологія
Myriopholis occipitalis відомі з двох місцевостей, одна з яких розташована в районі містечка Кукі на північному заході ЦАР, а друга — в районі міста Моїссала на півдні Чаду. Вони живуть в саванах. Ведуть риючий спосіб життя. Відкладають яйця.